# Urtain, el rey de la selva... o así
Urtain, el rey de la selva... o así és una pel·lícula espanyola dirigida per Manuel Summers el 1969.

## Argumento
Pel·lícula biogràfica del boxador José Manuel Ibar "Urtain" anterior al fet que obtingués per primera vegada el seu títol de campió d'Europa en 1970, rodada a l'estil de documental i on es reflexiona sobre la violència.

## Repartiment
- Marisol
- Felisa Azdiazu
- Antonia Ibar
- Eusebio Ibar
- José Urbieta
- Urtain

## Premis
Medalles del Cercle d'Escriptors Cinematogràfics
| Categoria   | Nominats       | Resultat  |
| Millor guió | Manuel Summers | Guanyador |